# David Grinspoon
David Harry Grinspoon, né en 1959, est un astrobiologiste américain. Il est scientifique principal au Planetary Science Institute (en) et a été l'ancien premier Baruch S. Blumberg NASA / Library of Congress Chair in Astrobiology pour 2012-2013,,,,.
Ses recherches portent sur la planétologie comparée, en mettant l'accent sur l'évolution du climat sur les planètes semblables à la Terre et les implications pour l'habitabilité. Il a également étudié, écrit et donné des conférences sur l'influence humaine sur Terre, vue dans une perspective cosmique.
Il a publié quatre livres :
- Venus Revealed, qui a été finaliste pour le prix du livre du Los Angeles Times,
- Lonely Planets: The Natural Philosophy of Alien Life, qui a remporté le prix littéraire PEN 2004 pour la non-fiction[7],
- Earth in Human Hands, qui a été nommé l'un des "Meilleurs livres scientifiques de 2016" de NPR Science Friday, et
- Chasing New Horizons: Inside the Epic First Mission to Pluto, co-écrit avec Alan Stern.  Il est professeur adjoint de sciences astrophysiques et planétaires à l' Université du Colorado[8] .

## Carrière
En 2013, il a été invité à donner la conférence Carl Sagan lors de la réunion d'automne de l' American Geophysical Union .[réf. nécessaire]